# Ivan Dvorny
Ivan Vasiljevitsj Dvorny (Russisch: Иван Васильевич Дворный) (Jasnaja Poljana Moskalenski district, Oblast Omsk, 5 januari 1952 - Omsk, 21 september 2015) was  een basketbalspeler, die speelde voor de Sovjet-Unie op de Olympische Spelen. Hij werd Meester in de sport van de Sovjet-Unie in 1975 en Meester in de sport van Rusland in 1999.

## Carrière
In 1969 ging Dvorny spelen voor Oeralmasj Sverdlovsk onder coach Aleksandr Kandel. Op uitnodiging van Vladimir Kondrasjin verhuisde Dvorny naar Leningrad om te spelen voor Spartak Leningrad. Toen Kondrasjin werd benoemd tot hoofdcoach van het nationale team van de Sovjet-Unie in 1972, werd Dvorny een speler van het nationale team. Samen met het team ging hij naar de Olympische Spelen in München, waar hij Olympisch kampioen werd. Na de Olympische Spelen speelde Dvorny wederom een jaar succesvol voor Spartak. Hij won met de club de Saporta Cup van Jugoplastika Split uit Joegoslavië met 77-62. In 1973, een jaar na de triomf op de Olympische Spelen, ging het basketbalteam op een bijna twee maanden durende tournee door de Verenigde Staten. Na meer dan een dozijn wedstrijden gespeeld te hebben op verschillende toernooien, keerde het team 50 dagen later terug naar huis. De spelers namen spullen mee uit de Verenigde Staten voor familie en om te verkopen. Op de Luchthaven Sjeremetjevo bij de douane werden al deze dingen gevonden en beschreven. De krant Pravda publiceerde een beschuldigend artikel over de 'strijd om de zuiverheid van de gebruiken van onze Olympische kampioenen'. Er werd besloten om een proefproces te organiseren. De keuze viel op Ivan Dvorny. De 21-jarige sportman werd beschuldigd van artikel 78 (smokkelen - van 5 tot 10 jaar) vanwege het feit dat een vriend hem hielp een spijkerbroek in Sverdlovsk te verkopen. In 1973 werd hij veroordeeld tot 3 jaar. Met de hulp van Vladimir Kondrasjin werd hij vervroegd vrijgelaten en overgebracht naar de nederzetting Nurma (een dorp van een varkensfokkerij in de buurt van Leningrad). In 1976 mochten hij spelen voor het team UTRF-Spartak Vladivostok. Het team van Dvorny speelde heel goed, en zelf scoorde Dvorny vaak 20 punten per wedstrijd. In 1978 ging hij naar Dinamo Moskou, maar om persoonlijke redenen bleef hij niet lang bij de club. In 1980 keerde hij naar zijn dorp terug, naar de bijenteelt. Na een tijdje verhuisde hij naar Omsk. In februari 2012 werd hij verkozen tot president van de Basketbal Federatie van de Oblast Omsk. Hij stierf op 22 september 2015 aan longkanker. Hij ligt begraven in Omsk op de Novo-Southern Cemetery.

## Erelijst
- Landskampioen Sovjet-Unie:
  - Tweede: 1971, 1972, 1973, 1980
- Saporta Cup: 1
  - Winnaar: 1973
  - Runner-up: 1971
- Olympische Spelen: 1
  - Goud: 1972